# Francisco Barca
Francisco Barba (Évora, Portugal, 1603 - Lisboa, [16..?]) fou un músic i compositor portuguès.
Fou canonge regular de Palmela el 1625 i després mestre de capella del seu convent. Pels voltants de 1640 de la Reial Clinica de Tots els Sants. Abans del terratrèmol de 1755, les seves obres existien en la biblioteca particular del rei en Joan IV, però van desaparèixer en aquell cataclisme.
Les dues obres més conegudes Barca: Parleros Paxaritos, a tres i cinc veus, villancet de Nadal, composició de la biblioteca del rei Joan IV, perdut en el terratrèmol de Lisboa (1 de novembre de 1755) mencionat en l'índex publicat per Diogo Barbosa Machado. Tener amor nelle parte, en solitari i a vuit veus, villancet de Nadal, composició de la biblioteca del rei Joan IV, perdut en el terratrèmol de Lisboa, mencionat en l'índex publicat per Barbosa Machado.